# El Rocall
El Rocall és un conjunt d'Alcanar a la comarca del Montsià que forma part de l'Inventari del Patrimoni Arquitectònic de Catalunya. Durant segles va ser el centre neuràlgic de la vida canareva, i encara guarda la memòria de generacions senceres.

## Descripció
Barri aturonat, darrera l'església, format per carrers estrets i molt costeruts. Té com a eix central el carrer del Raval —que culmina a un mirador des d'on hi ha una àmplia visió sobre les terres planes de regadiu i sobre el mar— del qual parteixen d'altres, a banda i banda, que van davallant amb força pendent.
Les cases, entre mitgeres, són petites, tenen en general una planta baixa i un pis —golfes opcionals— fet de maçoneria arrebossada.

## Història
El Rocall correspon al primer eixample extramurs d'Alcanar. Possiblement aquest eixample va començar quan la vila era encara emmurallada, a poc a poc, es va conformar com a zona d'expansió de la vila, especialment a partir del segle xviii. Actualment està força degradat. El 2025 l'ajuntament va començar a treballar en un pla per conservar el barri.